# Kaštel Stari
Kaštel Stari jednan je od sedam Kaštela koji čine grad Kaštela. Naselje je smješteno uz obalu Kaštelanskog zaljeva, između Kaštel Novog i Kaštel Lukšića.

## Povijest
Na području Kaštel Starog u ranom srednjem vijeku Hrvati su osnovali sela Radun i Šušnjar, koja su bila smještena na prijelazu iz ravnice u gorski dio. Padom Bosne, zbog straha od Turskog osvajanja napuštena su podkozjačka sela. Stanovništvo se naselilo uz more u utvrđenim naseljima, koja su štitili kašteli.
Prvi kaštel za obranu od Turaka sagradio je 1480. godine Koriolan Cipiko (Cepio, Cippico, Ćipiko). Planski je izgradio selo, okružio ga bedemima i jarkom, na uglovima sagradio je kule, na ulazu je postavio pokretni most. Izgrađena su još dva kaštela u moru, Celio Cega i Andreis. Obitelj Ćipiko podijelila je svoj posjed na dva dijela, u svakom se nalazilo naselje (utvrđeno selo) s kaštelima, Koriolanov kaštel je nazvan Kaštel Stari, a Pavlov Kaštel Novi.

## Stanovništvo
| broj stanovnika | 761   | 863   | 905   | 944   | 1065  | 1132  | 1289  | 1289  | 1526  | 1700  | 1992  | 2899  | 4164  | 5354  | 6448  | 7052  | 6950  |
|                 | 1857. | 1869. | 1880. | 1890. | 1900. | 1910. | 1921. | 1931. | 1948. | 1953. | 1961. | 1971. | 1981. | 1991. | 2001. | 2011. | 2021. |

## Poznate osobe
- Koriolan Cipiko (? – 1495.), zapovjednik galije, prvi pisac pomorskih memoara u XV. stoljeću De belo Asiatico (O Azijskom ratu)
- Alviz Cipiko (1455. – 1495.), sin Koriolana, tajnik pape Julija II, biskup Famagoste na otoku Cipar
- Ivan Cipiko, nadbiskup Zadra
- Lelije Cipiko (1721. – 1807.), biskup Šibenika (1783.), biskup Trogira (1784.), nadbiskup Splita (1784.),
- Grgur Josip Scotti (1732. – 1816.), posljednji biskup Nina (1789.), carski grof i vitez željezne krune, nadbiskup Zadra (1806)
- Ivan Danilo (1820. – 1895.), svećenik, predsjednik Matice Dalmatinske (1862.), urednik hrvatskog djela novina Nazionale iz Zadra, zastupnik Cesarskog vijeća u Beču (1870.)
- Filip Lukas, predsjednik matice Hrvatske
- Ivo (Srećko) Peran (1920. – 2003.), rimokatolički prezbiter franjevac
- Boris Pavlenić (1937. – 2018.), hrvatski kazališni glumac
- Ivan Kreljanović Albinoni, hrv. povjesničar i pisac, pravnik, upravitelj za francuske vlasti[4]

## Znamenitosti

### Crkve
- Sv. Ivan Krstitelj – stara župna crkva
- Gospa od Ružarija – nova župna crkva
- Sv. Nikola, zaštićeno kulturno dobro
- Sv. Juraj
- Sv. Josip
- Kraljice Mučenika – Radun
- crkva Gospe od Ružarija, zaštićeno kulturno dobro

### Ostalo
- Česma Fuležina i vodovod

## Šport
- HNK Val Kaštel Stari

Nogometni turnir Kaštelanska rivijera održava se od 1980.